# Bibiana (helgon)
Bibiana, även Viviana och Vibiana, född på 300-talet i Rom, död omkring år 360 i Rom, var en romersk kristen jungfru som dödades för sin tro. Romersk-katolska kyrkan vördar henne som martyr och helgon, med 2 december som festdag.

## Biografi
Den äldsta källan till Bibianas biografiska uppgifter är Liber Pontificalis som i Simplicius (468–483) biografi berättar att denne påve konsekrerade en basilika till hennes reliker vid palatium Licinianum; detta är kyrkan Santa Bibiana. Liber Pontificalis benämner henne som helig martyr. Detta är den enda källan som håller historievetenskapliga mått. Därtill finns ett flertal legender, vilkas äkthet inte kan avgöras. En av dessa legender som vunnit mest acceptans berättar att hon var dotter till en prefekt vid namn Flavianus och dennes hustru Dafrosa, samt hade en syster vid namn Demetria. Fadern skall ha lidit martyrdöden under Julianus Apostata (361–363). En del källor gör gällande att föräldrarna kom från Acquapendente, att även moder dödades, och att Bibiana och hennes syster hamnade under vården av en kvinna som försökte tvinga henne till prostitution varvid Bibiana efter sin vägran placerades på sinnessjukhus, och sedan flåddes ihjäl. Andra källor uppger att modern och systern dog av naturliga orsaker, begravdes i deras gemensamma hem av Bibiana, som därefter torterades till döds för sin kristna tro, varpå en präst begravde henne. I husets trädgård, där hennes grav fanns, började det växa örter som ansågs bota huvudvärk och epilepsi. Därför brukar Bibiana betraktas som skyddshelgon mot dessa krämpor.
Bibiana förväxlas ofta med en Vibiana vars reliker återfanns under 1800-talet av Giovanni Battista de Rossi och därpå överflyttades till det romersk-katolska ärkebiskopssätet i Los Angeles, som utsåg henne till skyddshelgon.